# 吉政忠志
吉政 忠志（よしまさ ただし、1969年7月4日 - ）は、日本の起業家。日本のIT業界の教育コストの低減を目指し、市販書籍を教科書にした低コストな認定試験運営モデルを考案。認定試験を複数立ち上げる。現在、PHP技術者認定機構　理事長、Rails技術者認定試験運営委員会　理事長、一般社団法人Pythonエンジニア育成推進協会　代表理事、一般社団法人日本ネットワーク技術者協会　代表理事。その他、プライム・ストラテジー株式会社（TYO5250）　代表取締役。

## 設立に携わった認定試験
- ターボリナックス・ジャパン　Turbo-CE　[1]
- XML技術者育成推進委員会　XMLマスター　[2]
- PHP技術者認定機構　PHP技術者認定試験　[3]
- Rails技術者認定試験運営委員会　Rails技術者認定試験　[4]
- 一般社団法人Pythonエンジニア育成推進協会　Pythonエンジニア認定試験　[5]
- 一般社団法人日本ネットワーク技術者協会　IPv6検定試験　Pythonとネットワークの自動化検定

## 認定試験関連の略歴
- 文部科学省　ITフロンティア教育推進事業　XML教育プログラム委員（2001年－2003年）
- XML技術者育成推進委員会(XMLマスター運営母体)　事務局長（2001年－2003年）
- RubyアソシエーションRuby技術者認定試験　事務局長代行（2010年－2012年）
- PHP技術者認定機構　理事長（2011年～）
- Rails技術者認定試験運営委員会　事務局長（2010年－2013年）理事長（2013年～）
- 一般社団法人Pythonエンジニア育成推進協会　代表理事（2016年～）
- 独立行政法人 情報処理推進機構(IPA) IT人材育成本部　HRDイニシアティブセンター　専門委員（2018年）
- 一般社団法人日本ネットワーク技術者協会　代表理事（2018年～）

## 主要記事・書籍
- 2001年タスクIT新書「ヒットの秘密」
- All About「オープンソース」ガイド（2006年 - 2007年）
- BCN「Face」（2010年）
- 日本情報産業新聞1面「この人を訪ねて」（2012年6月13日）
- 日本経済新聞朝刊　12面「個人情報が丸見え」（2014年8月22日）
- 技術評論社「PHP公式資格教科書 PHP5技術者認定初級試験合格教本」（2012年）　企画・執筆協力
- 技術評論社「Ruby公式資格教科書 Ruby技術者認定試験Silver/Gold対応」（2012年）　企画・執筆協力
- 技術評論社「PHP5技術者認定初級試験対応　PHP公式資格教科書」（2011年）　企画・執筆協力
- マイナビ　自叙伝コラム連載開始「伝説的な給与を獲得後に没落、でも起業で復活した男の話」（2017年1月）
- マイナビ出版「ITエンジニアのための企画力と企画書の教科書」（2020年3月）
- 日経産業新聞「仕事に効くスキル」（2020年8月）
- 日本経済新聞朝刊　新トップ（2024年8月）

## 受賞等
- 2003年 Contact XML 1.1勧告による表彰（XMLコンソーシアムより）
- 2016年
  - 日本赤十字社東京支部長感謝状を授与
  - 日本赤十字社銀色有功章を受章
- 2017年 日本赤十字社金色有功章を受章
- 2020年 日本赤十字社金色有功章を受章
- 2022年
  - 日本赤十字社社長感謝状を授与
  - 日本赤十字社　紺綬会員
- 2024年
  - 日本赤十字社社長感謝状を授与